# Вильк, Михаил Франкович
Михаил Франкович Вильк (род. 8 февраля 1963 года) — Директор Федерального государственного унитарного предприятия «Всероссийский научно-исследовательский институт гигиены транспорта» Федеральной службы по надзору в сфере защиты прав потребителей и благополучия человека (ВНИИЖГ).
Заведующий кафедрой «Гигиена транспорта» Федерального государственного автономного образовательного учреждения высшего образования «Российский университет транспорта».
— ученая степень, ученое звание: профессор, доктор медицинских наук, академик РАН
— образование: Львовский ордена Дружбы народов государственный медицинский институт, 1986 г., Педиатрия.
Тульский государственный университет, 1995 г., Экономист, Финансы и кредит
— опыт работы: 38 лет
Научная деятельность
Область научной деятельности:
Развитие научных направлений в профилактической медицине по разделу — гигиена, гигиена транспорта, медицина труда
Перечень публикаций: 226 опубликованных научных работ, в том числе 29 монографий и руководств, 4 патента Российской Федерации на изобретение и 1 свидетельство о регистрации программы для ЭВМ
(индекс Хирша — 17)
Научные исследования:
«Медико-профилактические вопросы обеспечения безопасности движения на транспорте, сохранение устойчивой работоспособности, профилактика общих и профессиональных заболеваний работников транспортной отрасли»;
«Изучение и анализ общей и профессиональной заболеваемости работников транспорта»;
«Сохранение устойчивой работоспособности работников ведущих транспортных профессий»
Трудовая деятельность
ФГУП ВНИИЖГ Роспотребнадзора (апрель 2005 г. по настоящее время) — директор
Достижения
Перечень основных достижений:
Вильк М. Ф. является создателем нового научного направления в профилактической медицине — гигиена транспорта, поддержанном на государственном уровне и принятом научным и медицинским сообществом.
Под руководством и непосредственном участии Вильк М. Ф. проводятся фундаментальные и научные исследования, ориентированные на решение актуальных проблем гигиены транспорта: оценка вредных факторов производственной среды, гигиеническая оценка различных видов транспортных средств, обеспечение санитарно-эпидемиологического благополучия при перевозках пассажиров и грузов, а также медико-профилактические вопросы обеспечения безопасности движения, сохранение устойчивой работоспособности, профилактика общих и профессиональных заболеваний работников транспортной отрасли.
Вильком М. Ф. создана современная научная школа в области гигиены транспорта, расширены специализация и инновационные направления в транспортной гигиене, активно проводится работа по гигиенической безопасности и оптимизации современного скоростного и высокоскоростного железнодорожного подвижного состава, продолжены и расширены исследования по изучению условий труда и состояния здоровья летного состава гражданской авиации, а также экипажей морских и речных судов.
Результаты ряда научно-исследовательских разработок были включены в технологию создания и эксплуатации железнодорожного транспорта, и кроме этого, явились нормативно-методической базой для обеспечения медицинского мониторинга и санитарно-эпидемиологического надзора за объектами транспортной отрасли.
Одним из направлений работ, проводимых под руководством Вильк М. Ф. является изучение и анализ общей и профессиональной заболеваемости работников транспорта, которая может явиться причиной потери профессиональной пригодности и в дальнейшем привести к инвалидности.
Приоритетными направлениями гигиены транспорта в настоящее время являются фундаментальные и прикладные исследования по выявлению современных факторов профессионального риска и минимизации их негативного влияния на состояние здоровья работающих, по медицинскому и психофизиологическому обеспечению безопасности на транспорте, сохранению устойчивой работоспособности и профессионального долголетия, совершенствования организации лечебно-профилактической помощи и медицинской реабилитации, что определяется социальной значимостью транспортной отрасли.
Вильком М. Ф. разработана научная концепция повышения гигиенической и противоэпидемической безопасности транспортных объектов, на основе совершенствования технических систем жизнеобеспечения. Технические системы жизнеобеспечения предназначены для обеспечения безопасных и комфортных условий проезда пассажиров, а также обеспечения нормируемых параметров производственной среды работников транспорта.
Научные исследования в части совершенствования системы гигиенической и противоэпидемической безопасности транспортных объектов осуществляются по следующим приоритетным направлениям:
Научное обоснование по внедрению на объектах транспорта современных технических систем жизнеобеспечения, которые включают в себя системы по обеспечению климата и водоснабжения, экологически чистые туалетные комплексы.
Разработка санитарно-гигиенической и технической нормативной документации, которая предназначена для использования транспортными предприятиями Российской Федерации при проектировании, строительстве пассажирского железнодорожного подвижного состава и общественного городского транспорта нового поколения.
Разработка научно-обоснованной системы медико-профилактического обеспечения объектов массового сосредоточения людей на железнодорожном, городском и иных видах транспорта в условиях неблагоприятной эпидемической обстановки, а также при угрозе возникновения или распространения массовых инфекционных заболеваний, в том числе вирусной этиологии.
Для практической реализации гигиенических и противоэпидемических мероприятий на транспортных объектах массового сосредоточения людей, под руководством Вилька М. Ф. разработаны современные санитарно-гигиенические требования к системам очистки и обеззараживания воздушной среды и питьевого водоснабжения, а также к экологически чистым туалетным комплексам. Данные требования учтены при разработке документов Санитарного законодательства: СП 2.5.3650-20 «Санитарно-эпидемиологические требования к отдельным видам транспорта и объектам транспортной инфраструктуры»; СанПиН 1.2.3685-21 «Гигиенические нормативы и требования к обеспечению безопасности и (или) безвредности для человека факторов среды обитания»; МР 2.5.0245-21 «Методические рекомендации по обеспечению санитарно-эпидемиологических требований к отдельным видам транспорта и объектам транспортной инфраструктуры»; изм. № 1 в МР 2.5.0245-21 «Методические рекомендации по обеспечению санитарно-эпидемиологических требований к отдельным видам транспорта и объектам транспортной инфраструктуры»; МР 3.5/2.5.0226-20 «Гигиена и эпидемиология на транспорте. Санитарно-противоэпидемические (профилактические) мероприятия по обеспечению санитарно-эпидемиологической безопасности при перевозках пассажиров по муниципальным и межмуниципальным маршрутам автомобильным транспортом и городским наземным электрическим транспортом»; Методические указания по проведению санитарно-противоэпидемических (профилактических) мероприятий на объектах железнодорожного транспорта в условиях неблагоприятной эпидемической обстановки или при угрозе возникновения и распространения массовых инфекционных заболеваний воздушно-капельного и контактного пути передачи, в том числе вирусной этиологии, утверждены распоряжением ОАО «РЖД» от 09 июня 2023 г. № 1393/р.
Также под руководством Вильк М. Ф. разработаны межгосударственные и национальные стандарты по гигиенической безопасности подвижного состава: ГОСТ Р 70130-2022 «Вагоны пассажирские локомотивной тяги. Требования гигиенической и экологической безопасности»; ГОСТ 34681-2020 «Вагоны пассажирские локомотивной тяги. Общие технические требования»; Общие технические требования к установкам обеззараживания воздуха пассажирских вагонов локомотивной тяги; Общие технические требования к установкам охлаждения, нагрева и обеззараживания питьевой воды пассажирских вагонов локомотивной тяги; Общие технические требования на туалетные системы с использованием альтернативных способов утилизации отходов, предназначенные для установки на пассажирские вагоны локомотивной тяги общесетевой эксплуатации и специального назначения.
Вильком М. Ф. научно обоснованы требования к качеству воздушной среды транспортных объектов с массовым пребыванием пассажиров, которые устанавливают, что при использовании рециркуляционного воздуха в системах вентиляции и кондиционирования, рециркуляционный воздух должен подвергаться обеззараживанию. Устройство обеззараживания рециркулируемого воздуха в процессе эксплуатации должно обеспечивать инактивацию патогенных и потенциально-патогенных биологических агентов, передающихся воздушно-капельным путем с эффективностью не менее 95 %. С целью предупреждения вторичного микробного загрязнения воды в системе водоснабжения пассажирских вагонов научно обоснованы технические и гигиенические требования к устройствам обеззараживания. Разработаны противоэпидемические требования к туалетным системам с биореактором, которые отнесены к классу экологически чистых систем, с частичной переработкой стоков, что позволит транспортным компаниям РФ кардинально решить проблемы, связанные с утилизацией отходов
Награды
— орден Пирогова (государственная награда РФ), 2022 г.
— премия Правительства Российской Федерации в области транспортной науки и техники имени В. Н. Образцова (Премия Правительства в области транспортной науки имени В. Н. Образцова), 2024 г.
— медаль Петра Губонина (Министерство транспорта РФ)
— нагрудными знаками Почетный железнодорожник и Почетный работник Роспотребнадзора

## Биография
В 2003 году защитил докторскую диссертацию «Медико-социальная эффективность предрейсовой медицинской экспертизы на железнодорожном транспорте».
Ведёт преподавательскую деятельность в Российском университете транспорта (МИИТ), руководит учебно-методическим центром на базе ВНИИЖГ Роспотребнадзора.
Автор 165 научных работ, из них 20 монографий, 11 руководств и учебных пособий, 2 авторских свидетельств и 2 патентов. Под его руководством защищены 2 докторские и 7 кандидатских диссертаций.
М. Ф. Вильк ведет большую организационную работу, являясь заместителем главного редактора, членом редакционной коллегии рецензируемого научно-практического журнала «Проблемы безопасности Российского общества», членом редакционного совета журнала «Российский вестник гигиены», членом редакционного совета журнала «Безопасность жизнедеятельности», членом Президиума Общероссийской общественной организации «Российская академия транспорта», членом Объединённого ученого совета ОАО «РЖД».
В целях реализации Концепции подготовки кадров для транспортного комплекса до 2035 года, утверждённой распоряжением Правительства РФ от 6 февраля 2021 г. № 255, предусмотрена системная модернизация транспортного образования для решения глобальных вызовов и гарантированного обеспечения безопасности, включая гигиеническую безопасность, на всех видах транспорта и объектах транспортной инфраструктуры РФ, по инициативе и при личном участии М. Ф. Вилька на базе РУТ (МИИТ) впервые в 2024 г. создана кафедра «Гигиена транспорта», которую М. Ф. Вильк возглавил.
В ВНИИЖГ под личным руководством М. Ф. Вильк выполняется радиационно-гигиенические исследования и экспертные работы, охватывающие широкий круг вопросов, актуальных для транспортной отрасли и здравоохранения страны в целом. Среди них можно выделить гигиену и безопасность железнодорожных перевозок различных материалов, гигиеническую оценку условий применения специфических источников ионизирующих излучений на объектах железных дорог, радиационно-гигиенические аспекты гражданской обороны на транспорте.
Вильк М. Ф. возглавлял исследования по организации комплекса мер повышения эффективности подготовки и действий сил и средств на железнодорожном транспорте, привлекаемых для ликвидации медико-санитарных последствий чрезвычайных ситуаций на железнодорожном транспорте, в том числе оптимизации программ радиационно-гигиенического мониторинга и санитарного радиационного контроля в транспортной отрасли.
Основные монографии:
— «Транспортная экогигиена» (Г. Г. Онищенко, В. А. Капцов, М. Ф. Вильк) М., «Реинфор», 2006 г., 343 с.;
— «Профессиональный риск работников железнодорожного транспорта» (М. Ф. Вильк, В. А. Капцов, В. Б. Панкова) М. ООО «РЕИНФОР», 2007 г. 293с.;
— «Санаторно-курортная реабилитация работников железнодорожного транспорта» (Атьков О. Ю., Разумов А. Н., Вильк М. Ф., Капцов В. А.) М.: ГЕОТАР-Медиа, 2008 г. 444 с.;
— «Медицинское обеспечение безопасности движения поездов» (М. Ф. Вильк, А. З. Цфасман) М., 2001 г., 270 с.;
-«Профессиональная нейросенсорная тугоухость: диагностика, профилактика, экспертиза трудоспособности» (М. Ф. Вильк, В. Б. Панкова) М.: Издательская торговая компания «Дашков и К», 2017 г. 330 с.;
— «Цветовое зрение и безопасность движения» (М. Ф. Вильк, Т. Л. Соснова, В. А. Капцов) М.: СПМ-Индустрия 2017 г., 696 с.;
— «Медицина чрезвычайных ситуаций на железнодорожном транспорте» (М. Ф. Вильк, А. Г. Базазьян) Монография.- М.: СПМ-Индустрия 2018 г.-279с.;
— «Тугоухость у членов летных экипажей гражданской авиации» (М. Ф. Вильк, В. Б. Панкова, В. Д. Глуховский) М.: ООО «ИТК Дашков и К» 2018 г. — 179 с.;
— «Медико-профилактические и экозащитные технологии по снижению рисков транспортных происшествий с химическими грузами повышенной опасности (М. Ф. Вильк, А. Г. Базазьян)» Монография М.: СПМ-Индустрия 2020 г. 193 с.;
— «Медицинские аспекты безопасности железнодорожного движения» (М. Ф. Вильк, К. Г. Гуревич, Е. А. Жидкова, Г. Г. Онищенко) М.: СПМ-Индустрия 2021 г., 285с.
— «Повышение безопасности труда работников локомотивных бригад» (М. Ф. Вильк, О. И. Копытенкова, О. Т. Алиев, О. С. Сачкова, Л. А. Леванчук) М.:Издательство «Авторская мастерская» 2023 г., 166 стр.
— «Техносферная безопасность транспортных систем» (М. Ф. Вильк, О. И. Копытенкова, О. С. Сачкова, Л. А. Леванчук), М.:Издательство «Авторская мастерская» 2023 г., 220 стр.
— «Медико-биологическая и экологическая безопасность транспортных систем» Часть 1 (М. Ф. Вильк, О. С. Сачкова), М.: Издательство «Авторская мастерская» 2023 г., 708 стр.
— «Медико-биологическая и экологическая безопасность транспортных систем» Часть 2 (М. Ф. Вильк, О. С. Сачкова), М.:Издательство «Авторская мастерская» 2024 г., 379 стр.